# Fiat 126
La Fiat 126 è un'automobile prodotta dalla FIAT dal 1972 al 2000. La commercializzazione in Europa Occidentale terminò nel 1991, proseguendo la vendita sul mercato polacco, paese in cui la vettura veniva prodotta dal 1973. Fu l'ultima auto con motore posteriore e trazione posteriore prodotta dalla casa torinese.

## Storia

### Prima serie

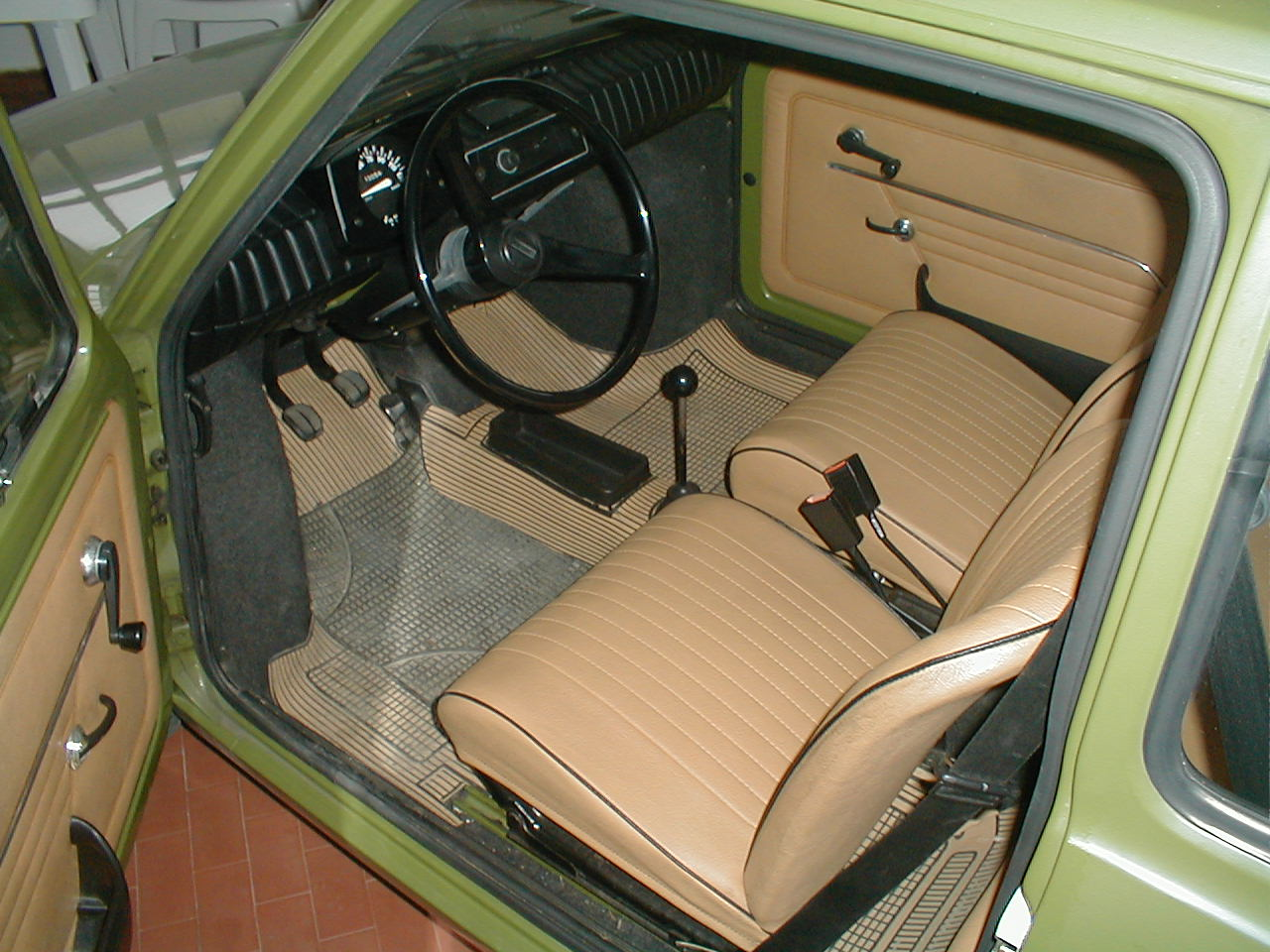
Fiat 126 prima serie interni del 1976

Stilisticamente derivata dalla concept car "City Taxi", realizzata da Pio Manzù nel 1968, la Fiat 126 venne presentata il 1º novembre 1972 al Salone dell'automobile di Torino, con il compito di sostituire la "500", della quale riprendeva integralmente lo schema meccanico. La novità tecnica più importante si riscontrò nell'intero corpo della scocca che fu progettata, per favorire la migliore sicurezza all'utente finale, osservando i nuovi principi sulle resistenze differenziate.
Tra le novità tecniche sostanziali si possono annoverare lo spostamento del serbatoio del carburante dal vano bagagli anteriore alla parte posteriore della vettura (precisamente sotto il sedile posteriore) e il cambio (a 4 rapporti) sincronizzato (tranne la prima). A partire dal 1978 e solo per alcuni anni verrà anche adottato lo sterzo a cremagliera in sostituzione del classico sistema a vite e settore elicoidale presente sulla 500.
Anche il motore, il noto bicilindrico raffreddato ad aria montato posteriormente a sbalzo, era lo stesso. Come sulla contemporanea 500 R la cilindrata era di 594 cm³ (16 kW, 23 CV). Totalmente nuovi, invece, gli interni, la strumentazione e i comandi, non privi di un misurato livello di rifinitura.
Le migliorie della 126 erano costituite, essenzialmente, dalle aumentate dimensioni della carrozzeria squadrata che, pur mantenendo invariato il passo, consentiva una maggiore abitabilità, oltre che dalle prestazioni più elevate e dalle accresciute doti di sicurezza. La 126 era disponibile sia con carrozzeria completamente chiusa (novità rispetto alla "500") sia con tetto apribile in tela (tipico della sua progenitrice).

### Seconda serie

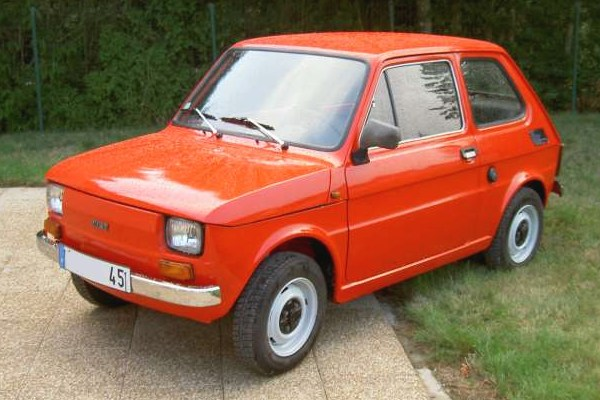
Una 126 Economica post-1976

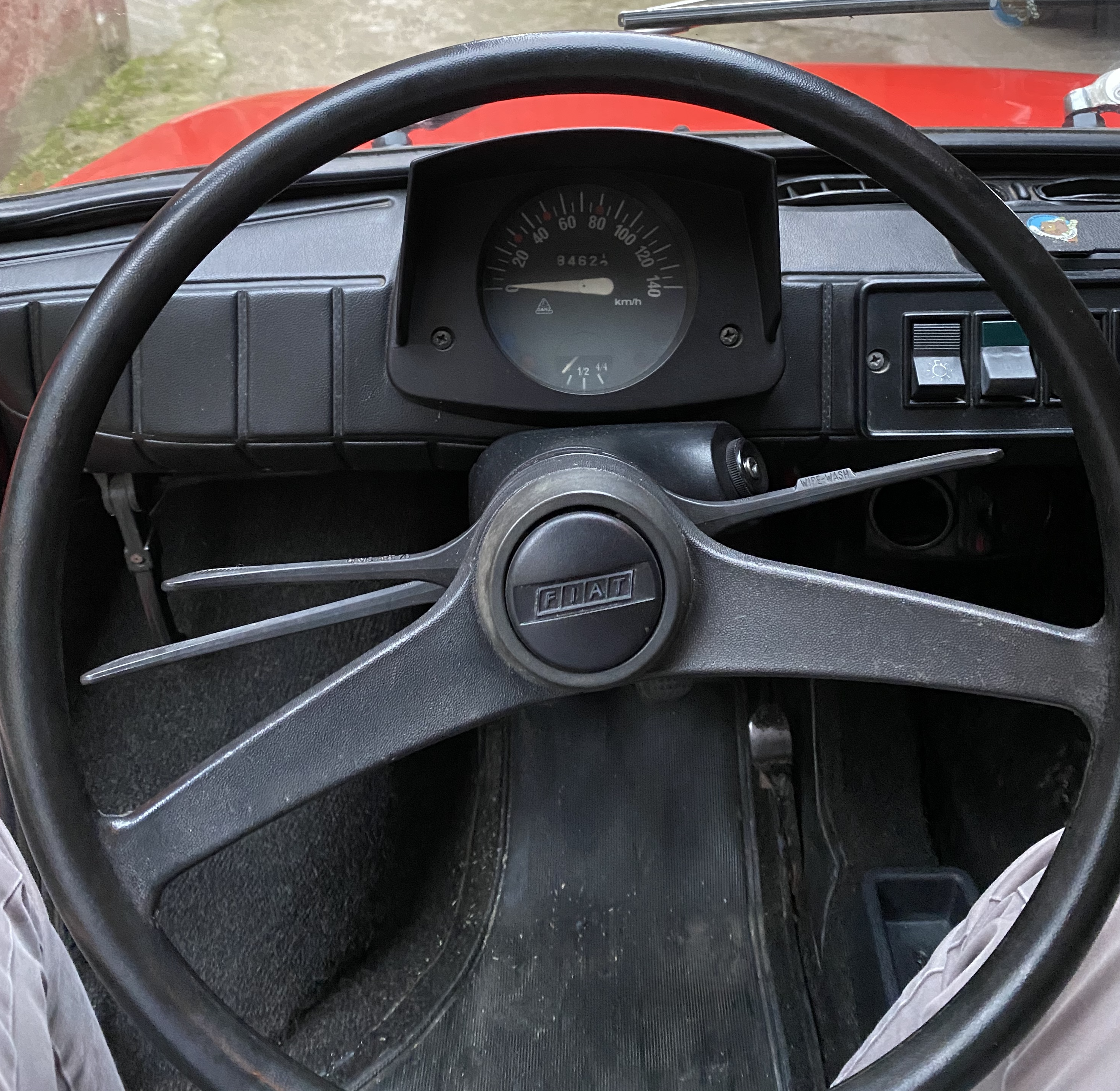
Interno di una Fiat 126 seconda serie modello Economico

Nel novembre del 1976 vide la luce la seconda Serie, con tre modelli disponibili: "Economica" (o "Base"), "Personal 2P" (o, semplicemente, "Personal", con divanetto posteriore asportabile e tasche laterali portaoggetti sui passaruota) e "Personal 4P" (o, semplicemente, "Personal 4", dotata di divanetto posteriore fisso più largo senza le tasche portaoggetti). Entrambe le versioni "Personal" avevano nuovi paraurti rivestiti in plastica anziché cromati, fascioni laterali nello stesso materiale. Tutte le versioni, poi, montavano cerchi sempre di 12 pollici ma di nuovo disegno, con nuovi mozzi ruota e tamburi dei freni maggiorati (derivati dal minivan 900 T), cofano motore leggermente rivisto (minor numero di feritoie e incavo porta targa di disegno diverso) e interni completamente nuovi (con plancia ora rivestita in moquette e, successivamente, in finta pelle, come i sedili).

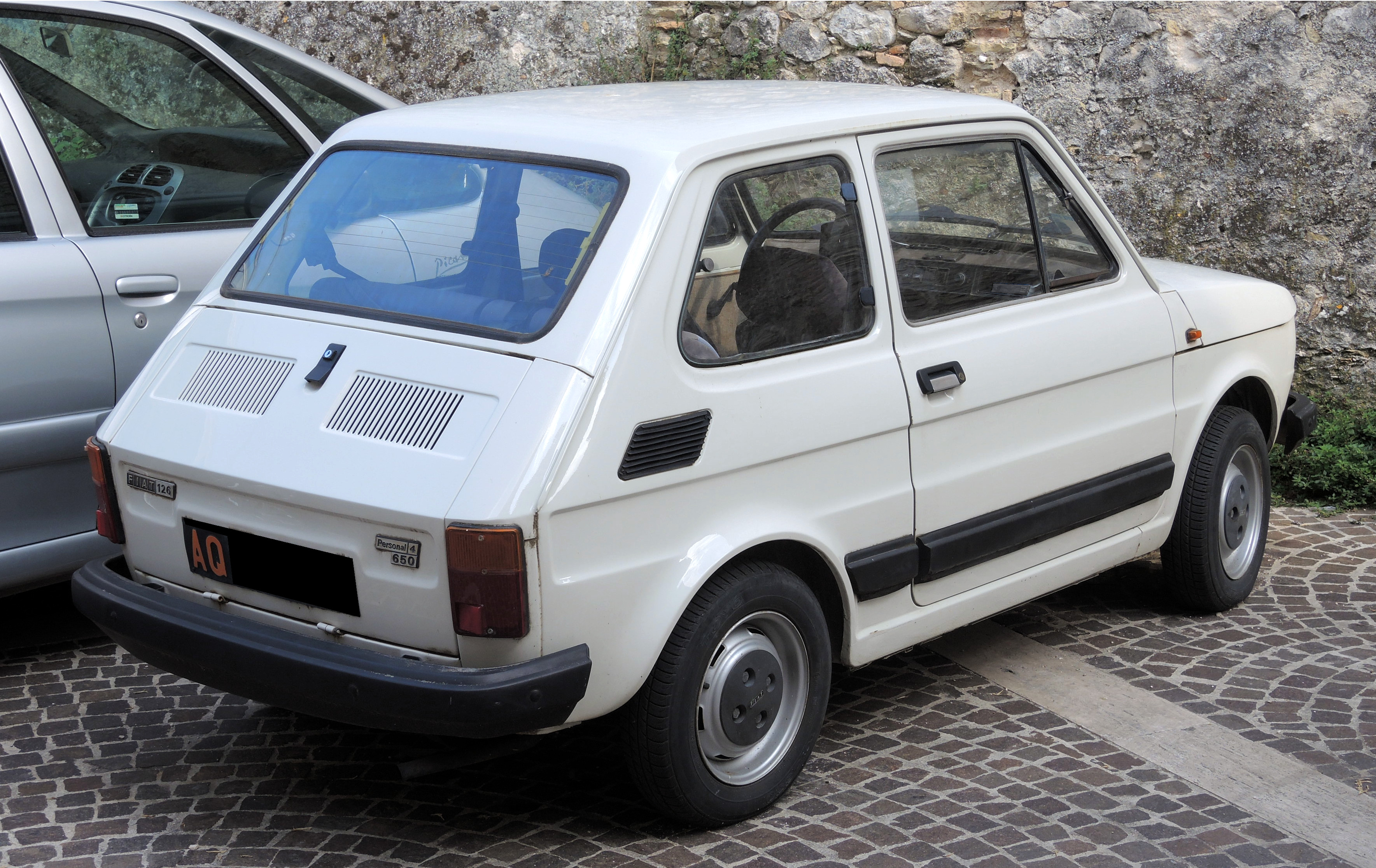
Una 126 personal 4

Nel luglio del 1977 la cilindrata del motore venne maggiorata a 652 cm³ (17 kW, 24 CV). La versione "Base" (o Economica, secondo la dicitura Fiat) rimase in produzione fino al 1982.
Vennero inoltre modificati i fari anteriori (unificati con quelli della "127" seconda serie) che comprendevano anche le luci di posizione, precedentemente collocate nei fanalini sottostanti, ora destinati ai soli indicatori di direzione a luce arancione.
Le Personal, rispetto alla prima serie, avevano finiture migliori e, grazie agli interni più raffinati, un'aria quasi snob, caratteristica che la Fiat sottolineò nel 1978 con le versioni speciali Black e Silver (basate sulla Personal 4), caratterizzate da finiture particolari, dotazioni arricchite (vetri azzurrati, appoggiatesta, luce di retromarcia, lunotto termico) e carrozzerie (verniciate, rispettivamente, in nero e grigio) decorate (modanature laterali, paraurti e fascioni in colore contrastante). Nel 1980 le Black e Silver vennero rimpiazzate dalle Brown e Red, che differivano dalle precedenti per la colorazione (testa di moro o bordeaux, con particolari in tinta negli interni) e alcuni particolari della finitura. La dotazione di serie comprendeva, tra le altre cose, poggiatesta anteriori regolabili, leva del cambio anatomica, vetri atermici in tinta, tappo benzina con serratura e antifurto. Questi due ultimi modelli furono prodotti negli stabilimenti polacchi FSM.

### Serie unificata e FSM

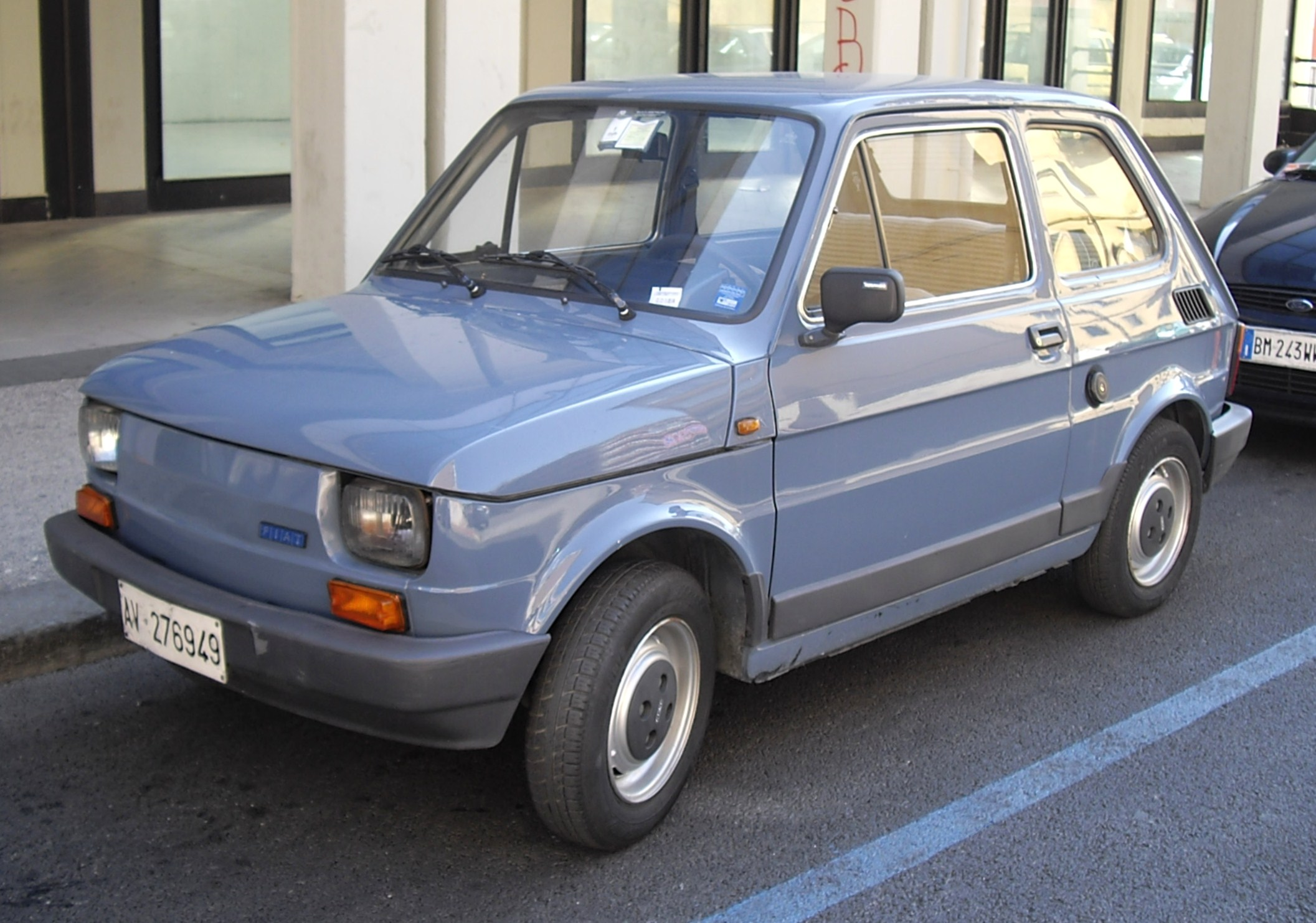
Una 126 FSM, riconoscibile per i nuovi paraurti e fascioni laterali

Oltre che in Italia (prima a Cassino e poi a Termini Imerese e Desio), la 126 venne prodotta anche negli stabilimenti FSM (Fabryka Samochodów Małolitrażowych - Fabbrica di automobili di piccola cilindrata) in Polonia, in particolare dal 6 giugno 1973 dalle catene di montaggio di Bielsko-Biała e dal 18 settembre 1975 anche dal secondo stabilimento di Tychy. In Polonia la piccola utilitaria fu protagonista, negli anni settanta, della motorizzazione di massa del Paese. La 126 rappresentò per i polacchi quello che la 600 aveva rappresentato per gli Italiani negli anni cinquanta. L'8 luglio 1979 la produzione italiana di 126 venne interrotta (dopo 1 352 912 unità prodotte) e da allora in poi le 126 saranno solo di produzione polacca, compresi quindi anche i modelli per il mercato italiano.

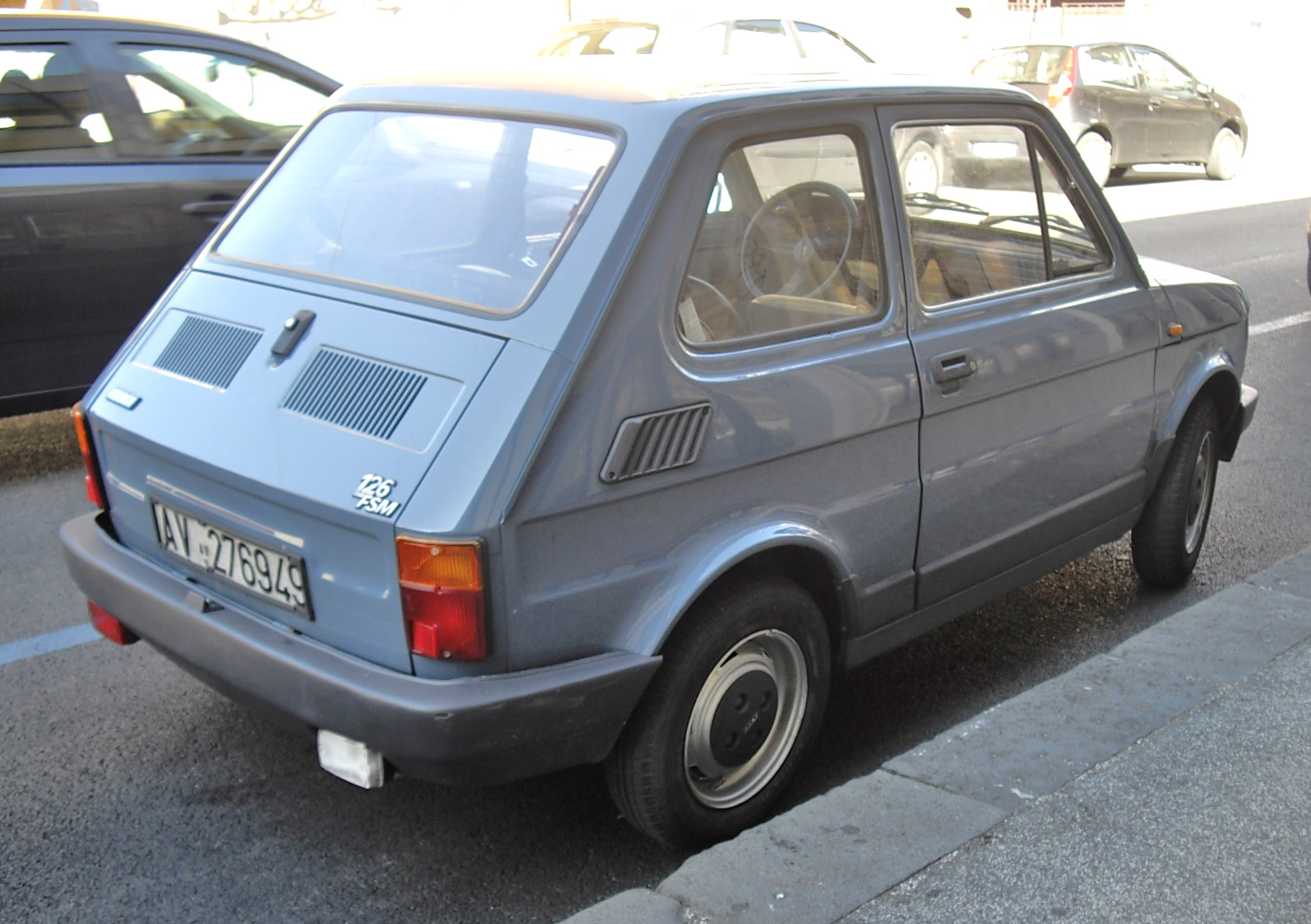
Vista posteriore

Derogò, da questa interruzione, lo stabilimento di Termini Imerese nel quale si continuarono a produrre, per ulteriori due anni, la FIAT 126 con la guida a destra e il modello con tettuccio apribile, opzione molto apprezzata in Gran Bretagna. Nel maggio del 1983 venne lanciata la 126 unificata (la scritta sul cofano posteriore rimarrà semplicemente Fiat 126, poco dopo accompagnata dalla dicitura Made by FSM in ottemperanza alla legge che protegge il consumatore dall'acquisto di merci la cui origine possa essere presunta dal marchio aziendale e invece non corrispondente alla realtà).
Questa versione del 1983 era detta unificata in quanto venduta in un unico allestimento, sostanzialmente identico a quello della Personal 4 non più in listino. Nel 1985 venne presentato un restyling della 126 unificata che prese definitivamente il nome di 126 made by FSM: aveva gli interni ridisegnati (con un cruscotto completamente riprogettato), inediti paraurti integrali, diversi fascioni laterali, un nuovo specchio retrovisore e l'avviamento non più a levetta sul tunnel ma a chiave come tutte le altre Fiat. La luce di retromarcia venne spostata sotto al paraurti posteriore. La meccanica era quella della Personal 4, al pari dei ridotti consumi (in media si percorrevano 17 km con un litro di carburante). Venne venduta anche in Jugoslavia come "Zastava 126" (ma la produzione era sempre in Polonia).
Un cenno a parte merita la versione prodotta dalla Steyr Puch in Austria, a partire dal 1973. Questa era quasi identica al modello in vendita in Italia, con l'eccezione rappresentata dal motore, un due cilindri contrapposti in lega leggera, che quanto a potenza, coppia e qualità di erogazione surclassava nettamente il due cilindri Fiat a cilindri in linea. Questo propulsore era inoltre assistito da un cambio di produzione ZF.
Per un accordo intercorso con Fiat, questo modello, al pari della "500", prodotta dal lontano 1957 con identico propulsore, non poteva essere venduto nei Paesi ove la Fiat commercializzava la 126 con il proprio marchio.

### 126 Bis

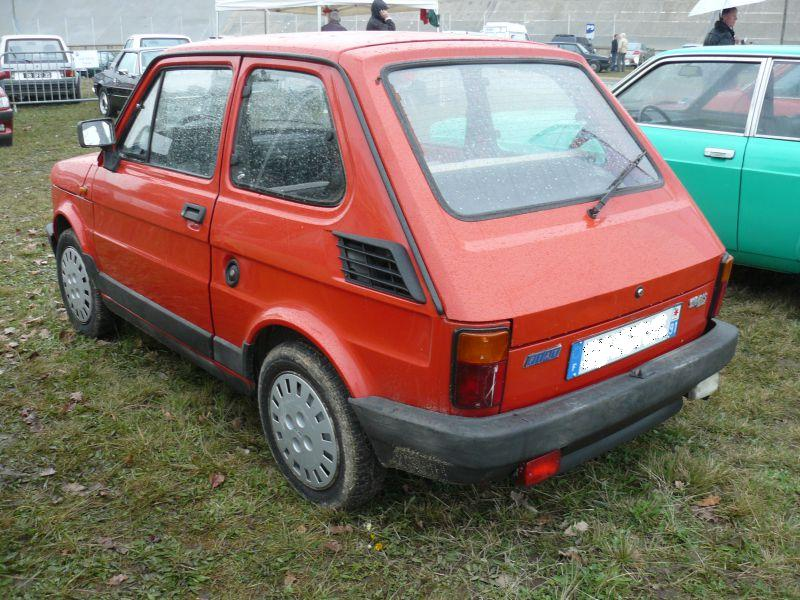
Vista posteriore

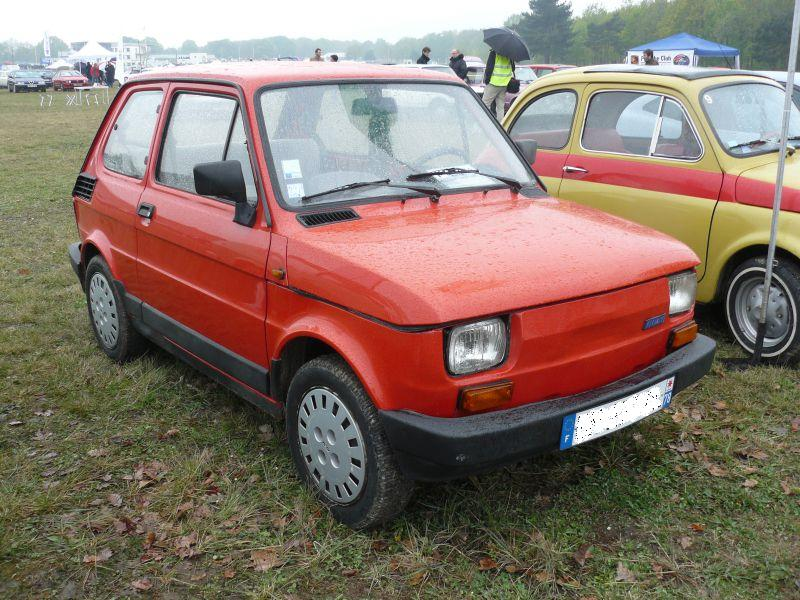
Una 126 Bis, con un nuovo motore a sogliola che permise la creazione di portellone e vano bagagli

Le ultime novità apportate alla 126, prima di cedere il passo sui mercati occidentali alla Cinquecento, risalgono al 1987, quando esordì la 126 Bis con motore a sogliola, portellone posteriore e raffreddamento ad acqua. L'idea di creare un vano bagagli posteriore risaliva al 1960, quando Dante Giacosa creò la "500 Giardiniera" ruotando di 90° (da verticale a orizzontale) il motore bicilindrico. La soluzione venne ripresa anche dalla 126 Bis e abbinata, per la prima volta, al raffreddamento ad acqua (anziché ad aria). Anche la cilindrata (704 cm³) e la potenza (19,12 kW, 26 CV) vennero incrementate, con la velocità massima portata a 116 km/h e l'accelerazione che andava 0 a 100 km/h in 33 secondi, oltre a una riduzione dei consumi. Con l'occasione l'utilitaria italo-polacca si concesse qualche ritocco estetico: nuovi cerchi da 13" con coperture in plastica, nuovo paraurti posteriore con spoiler e luci supplementari (retromarcia e retronebbia) integrate, nuovo specchietto e nuovi gruppi ottici posteriori. Naturalmente sparirono le fessure su quello che un tempo era il cofano motore, per dare spazio ad alette prendi aria più ampie ai lati. Rinnovati anche i materiali (alluminio pressofuso per il basamento, lega di alluminio per la testa dei cilindri e ghisa centrifugata per le canne); l'alimentazione, inoltre, prevedeva la possibilità di utilizzare benzina senza piombo.
Gli pneumatici 135/70R13 diedero una migliore guidabilità alla vettura, le cui prestazioni erano migliorate (116 km/h di velocità massima). Questa nuova versione verrà esportata anche in Australia. Venne anche realizzato il prototipo della "126 Kombi", una versione familiare con soluzioni molto simili alla "500 Giardiniera" che, però, non giunse alla fase produttiva. Mentre nell'Europa occidentale la Bis era l'unica 126 disponibile, sul mercato polacco rimaneva in listino anche la vecchia 126 FSM, con la configurazione classica. Nel 1989 alcune strisce adesive applicate alla fiancata della Bis diedero vita alla 126 Up, l'ultima 126 occidentale; l'esportazione (ma anche la produzione) terminò nel 1991.

### Le ultime 126

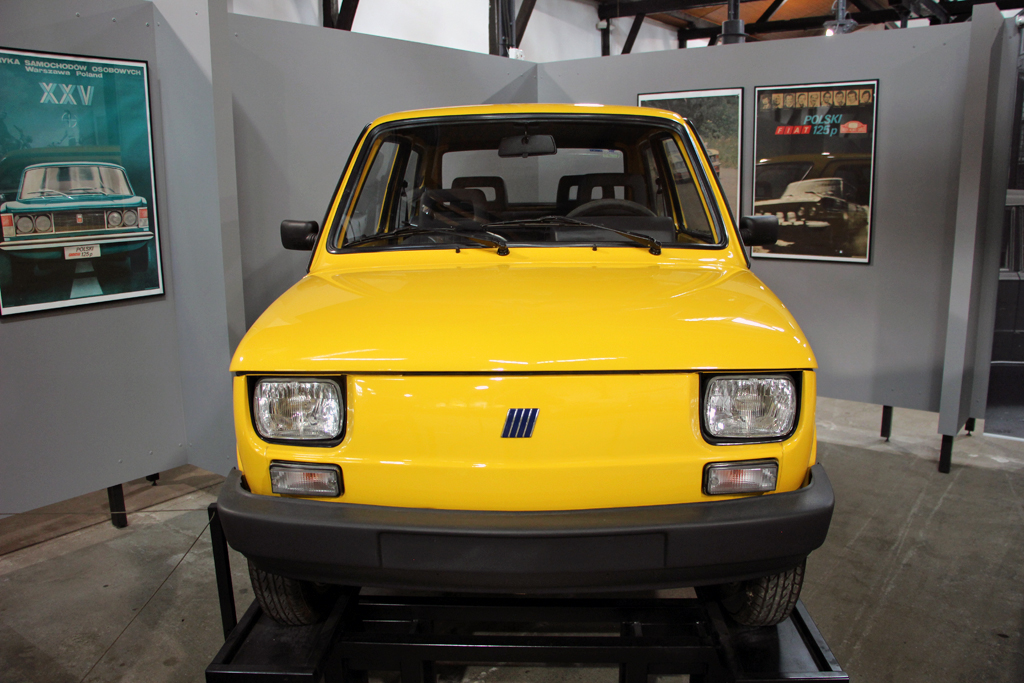
Una 126 Maluch Happy End del 2000

Con la definitiva uscita di scena della Bis, continuò a rimanere in produzione in Polonia la sola 126P 650 "Maluch" ("il piccolo" in polacco, soprannome con il quale la vetturetta venne quasi subito ribattezzata in Polonia, al pari di "Topolino" in Italia per la 500 del 1936), in conformazione classica, equipaggiata con motore raffreddato ad aria, ma con iniezione elettronica e marmitta catalitica, nelle versioni "EL" ed "ELX", meglio rifinita. I lamierati vengono profondamente rivisti: le fiancate e il cofano posteriore hanno, ora, una linea più pulita con una nervatura in meno e il "musetto" è lievemente più sporgente, per migliorare la sicurezza.
Le ultime 126 prodotte furono denominate "Happy End".

### La produzione
La produzione cessò definitivamente il 22 settembre 2000. Sono stati prodotti 1 352 912 esemplari di 126 negli stabilimenti italiani, 3 318 674 in quelli polacchi e 2 069 esemplari in Austria dalla Fiat-Steyr; sono contabilizzati quelli assemblati negli stabilimenti jugoslavi dalla Zastava, che commercializzava il modello come Zastava 126.

## Motorizzazioni
| Modello | Disponibilità    | Motore  | Cilindrata (cm³) | Potenza       | Coppia max (Nm) | Emissioni CO2 (g/km) | 0–100 km/h (secondi) | Velocità max (km/h) | Consumo medio (km/L) |
| 595     | dal 1972 al 1977 | Benzina | 594              | 16 kW (23 CV) | 41              | N.D.                 | 36,0                 | 106                 | 14,9                 |
| 650     | dal 1977 al 1987 | Benzina | 652              | 17 kW (24 CV) | 42              | N.D.                 | 39,0                 | 110                 | 15,6                 |
| 700     | dal 1987 al 1992 | Benzina | 704              | 18 kW (25 CV) | 48              | N.D.                 | 33,0                 | 116                 | 19,6                 |

## Le 126 occidentali
1972 - 1976
- 126 (594 cm³)

1976 - 1977
- 126 (594 cm³) Economica
- 126 (594 cm³) Personal
- 126 (594 cm³) Personal 4

1977 - 1983
- 126 (652 cm³) Economica
- 126 (652 cm³) Personal
- 126 (652 cm³) Personal 4
- 126 (652 cm³) Black
- 126 (652 cm³) Silver
- 126 (652 cm³) Brown
- 126 (652 cm³) Red

1983 - 1985
- 126 (652 cm³) Unificata

1985 - 1991
- 126 (652 cm³) FSM
- 126 (704 cm³) 3 porte Bis
- 126 (704 cm³) 3 porte Bis Up
- 126 (653 cm³) BOSMAL 126 cabrio

## Modelli derivati

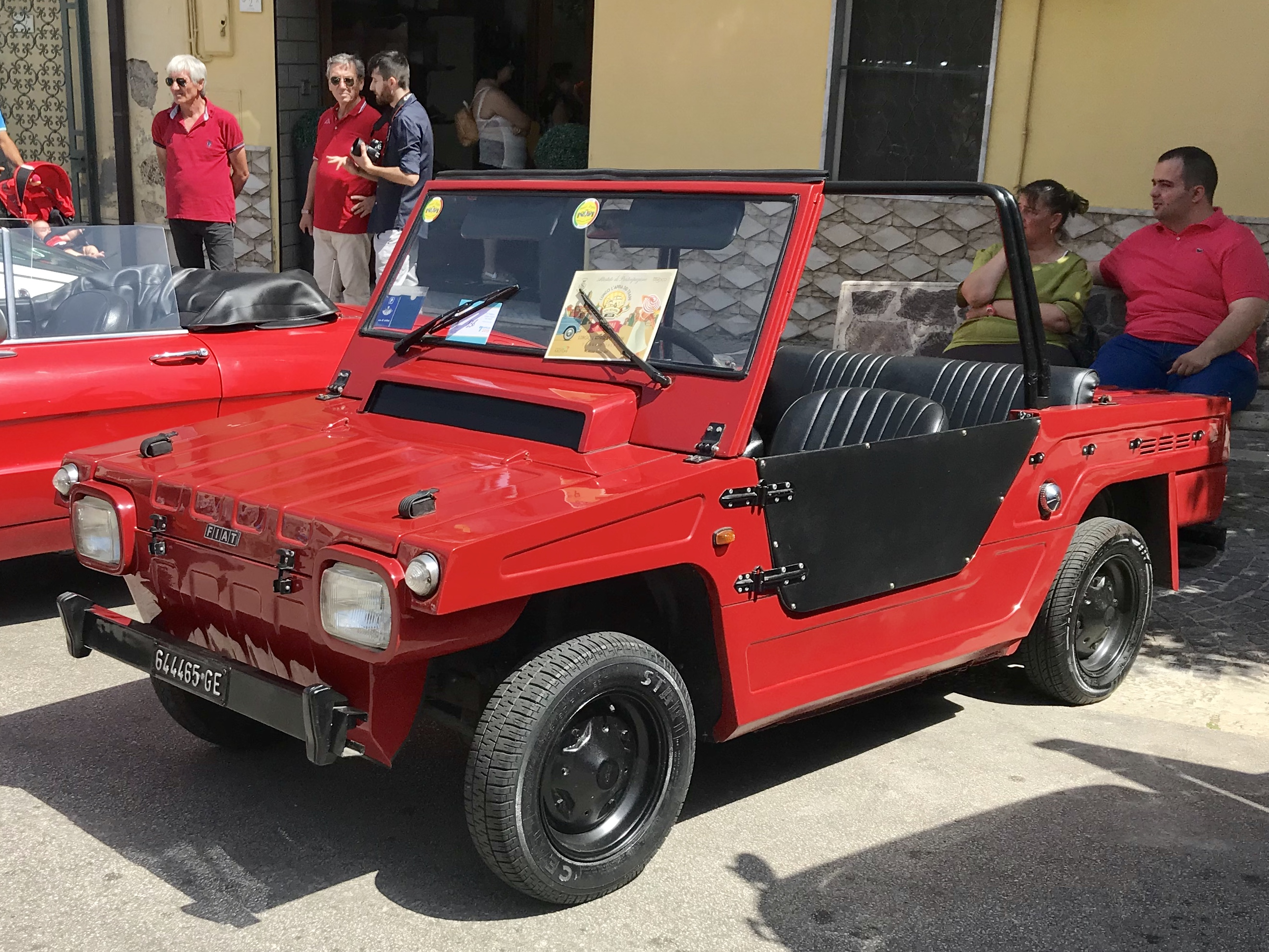
Una Fiat 126 Savio Jungla

La linea della "126" ispirò in maniera notevole anche la "133" prodotta dalla Fiat Concord SA in Argentina e in Spagna dalla SEAT come SEAT 133, esteriormente molto simile al modello "126" ma con il cuore derivato dalla Fiat 850 e dalla licenziata spagnola SEAT 850. La "126" ispirò anche alcune versioni speciali, costruite in piccola serie da altri carrozzieri, tra cui si può menzionare la "126 Jungla Savio", sfortunata erede della "600 Jungla" e la "126 Moretti Minimaxi", autovettura che ricorda in parte la Mini Moke. Un'altra interpretazione fu quella della FIAT stessa che presentò la "126 Cavalletta".

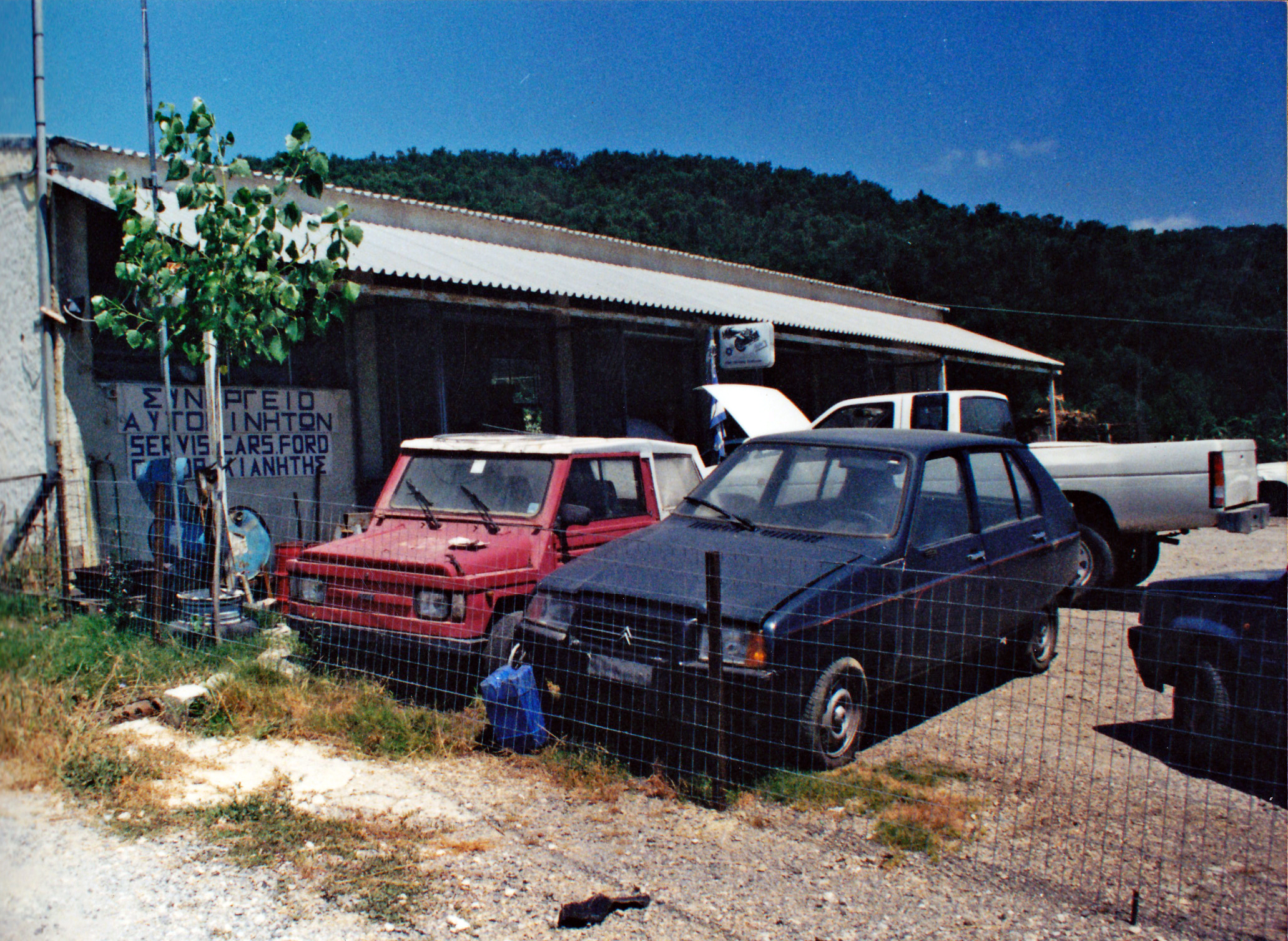
Una Fiat 126 Moretti Minimaxi (a sinistra) accanto a una Citroën Visa

È interessante notare che gli allestimenti "Personal" sono stati commercializzati con differenti nomi in vari Paesi: se in Italia è la "126 Personal 4", in Polonia è la "126 P 650", in Svizzera e in Germania (con motore di 23 CV) la "126 Bambino" e in Inghilterra è la "126 De Ville". Negli anni settanta, in Germania, ne vennero commercializzate alcune centinaia con il Marchio "FIGO 126", dotate di motore 2 tempi da 250 cm³ della Goggomobil. Erano destinate alle persone dotate di una speciale patente di guida (non più concessa) per vetture inferiori a 250 cm³ di cilindrata. In Italia si vide invece la "Valjolly Junior", un veicolo a tre ruote con motore Diesel e carrozzeria della 126, guidabile con patente A.

### Fiat 126 Cavalletta
La "126 Cavalletta" è una versione particolare presentata al Salone dell'automobile di Torino del 1976. Facente parte della tipologia allora definita come Spiaggina, consisteva in un veicolo multiuso che per la sua forma venne battezzata come l'insetto. La Cavalletta venne progettata sulla scorta delle esperienze acquisite dai carrozzieri collegati alla Fiat nel realizzare i numerosi modelli di spiaggina nel ventennio precedente.
Era previsto il possibile montaggio di un hard-top, per essere utilizzata anche nei mesi invernali, ed era spinta dal motore a sogliola della Fiat 500 Giardiniera che consentiva l'esistenza del piccolo vano di carico posteriore. Misurava 3,072 metri di lunghezza, 1,368 di larghezza ed era alta da terra 15 cm. Le prestazioni erano pressoché identiche a quelle della "126" di serie. Nonostante la bontà del progetto, la "Cavalletta" non suscitò lo sperato interesse del pubblico e non venne prodotta, rimanendo una pregevole concept-car.

## Dati tecnici
| Caratteristiche tecniche - Fiat 126 del 1973                                                                  | Caratteristiche tecniche - Fiat 126 del 1973 | Caratteristiche tecniche - Fiat 126 del 1973 | Caratteristiche tecniche - Fiat 126 del 1973 | Caratteristiche tecniche - Fiat 126 del 1973 | Caratteristiche tecniche - Fiat 126 del 1973 |
| --- | --- | --- | --- | --- | --- |
| | | | | | |
| Configurazione                                                                                                | | | | | |
| Carrozzeria: berlina due porte                                                                                | Carrozzeria: berlina due porte | Posizione motore: posteriore a sbalzo | Posizione motore: posteriore a sbalzo | Trazione: posteriore | Trazione: posteriore |
| Dimensioni e pesi                                                                                             | | | | | |
| Ingombri (lungh.×largh.×alt. in mm): 3 050 × 1 370 × 1 300                                                    | Ingombri (lungh.×largh.×alt. in mm): 3 050 × 1 370 × 1 300 | Ingombri (lungh.×largh.×alt. in mm): 3 050 × 1 370 × 1 300 | Ingombri (lungh.×largh.×alt. in mm): 3 050 × 1 370 × 1 300 | Diametro minimo sterzata: 8,60 m | Diametro minimo sterzata: 8,60 m |
| Interasse: | Interasse: | Carreggiate: anteriore 1 140 - posteriore 1 200 mm | Carreggiate: anteriore 1 140 - posteriore 1 200 mm | Altezza minima da terra: 14,5 mm | Altezza minima da terra: 14,5 mm |
| Posti totali: 4                                                                                               | Posti totali: 4 | Bagagliaio: 70 dm³ | Bagagliaio: 70 dm³ | Serbatoio: 21 L | Serbatoio: 21 L |
| Masse | a vuoto: 580 kg | a vuoto: 580 kg | a vuoto: 580 kg | a vuoto: 580 kg | a vuoto: 580 kg |
| Meccanica | | | | | |
| Tipo motore: 2 cilindri in linea verticali, raffreddato ad aria, testata e basamento in alluminio.            | Tipo motore: 2 cilindri in linea verticali, raffreddato ad aria, testata e basamento in alluminio. | Tipo motore: 2 cilindri in linea verticali, raffreddato ad aria, testata e basamento in alluminio. | Cilindrata: (Alesaggio x corsa = 73,5 x 70 mm), 594 cm³ | Cilindrata: (Alesaggio x corsa = 73,5 x 70 mm), 594 cm³ | Cilindrata: (Alesaggio x corsa = 73,5 x 70 mm), 594 cm³ |
| Distribuzione: a valvole in testa parallele con aste e bilancieri. Albero a camme laterale comandato a catena | Distribuzione: a valvole in testa parallele con aste e bilancieri. Albero a camme laterale comandato a catena | Distribuzione: a valvole in testa parallele con aste e bilancieri. Albero a camme laterale comandato a catena | Alimentazione: un carburatore Weber 28 IMB | Alimentazione: un carburatore Weber 28 IMB | Alimentazione: un carburatore Weber 28 IMB |
| Prestazioni motore                                                                                            | Potenza: 23 CV (DIN) a 4 800 giri / Coppia: 4 kgm (DIN) a 3 400 giri/min | Potenza: 23 CV (DIN) a 4 800 giri / Coppia: 4 kgm (DIN) a 3 400 giri/min | Potenza: 23 CV (DIN) a 4 800 giri / Coppia: 4 kgm (DIN) a 3 400 giri/min | Potenza: 23 CV (DIN) a 4 800 giri / Coppia: 4 kgm (DIN) a 3 400 giri/min | Potenza: 23 CV (DIN) a 4 800 giri / Coppia: 4 kgm (DIN) a 3 400 giri/min |
| Accensione:                                                                                                   | Accensione: | Accensione: | Impianto elettrico: a 12 V - Dinamo 230 W, batteria 34 Ah | Impianto elettrico: a 12 V - Dinamo 230 W, batteria 34 Ah | Impianto elettrico: a 12 V - Dinamo 230 W, batteria 34 Ah |
| Frizione: monodisco a secco ∅ 155 mm                                                                          | Frizione: monodisco a secco ∅ 155 mm | Frizione: monodisco a secco ∅ 155 mm | Cambio: a 4 rapporti + RM - 2ª, 3ª e 4ª sincronizzate | Cambio: a 4 rapporti + RM - 2ª, 3ª e 4ª sincronizzate | Cambio: a 4 rapporti + RM - 2ª, 3ª e 4ª sincronizzate |
| Telaio | | | | | |
| Corpo vettura                                                                                                 | carrozzeria portante | carrozzeria portante | carrozzeria portante | carrozzeria portante | carrozzeria portante |
| Sterzo | a vite e settore | a vite e settore | a vite e settore | a vite e settore | a vite e settore |
| Sospensioni                                                                                                   | anteriori: a ruote indipendenti, bracci trasversali superiori e balestra trasversale inferiore, ammortizzatori idraulici telescopici a doppio effetto / posteriori: a ruote indipendenti, bracci oscillanti obliqui e molle elicoidali, ammortizzatori idraulici telescopici a doppio effetto | anteriori: a ruote indipendenti, bracci trasversali superiori e balestra trasversale inferiore, ammortizzatori idraulici telescopici a doppio effetto / posteriori: a ruote indipendenti, bracci oscillanti obliqui e molle elicoidali, ammortizzatori idraulici telescopici a doppio effetto | anteriori: a ruote indipendenti, bracci trasversali superiori e balestra trasversale inferiore, ammortizzatori idraulici telescopici a doppio effetto / posteriori: a ruote indipendenti, bracci oscillanti obliqui e molle elicoidali, ammortizzatori idraulici telescopici a doppio effetto | anteriori: a ruote indipendenti, bracci trasversali superiori e balestra trasversale inferiore, ammortizzatori idraulici telescopici a doppio effetto / posteriori: a ruote indipendenti, bracci oscillanti obliqui e molle elicoidali, ammortizzatori idraulici telescopici a doppio effetto | anteriori: a ruote indipendenti, bracci trasversali superiori e balestra trasversale inferiore, ammortizzatori idraulici telescopici a doppio effetto / posteriori: a ruote indipendenti, bracci oscillanti obliqui e molle elicoidali, ammortizzatori idraulici telescopici a doppio effetto |
| Pneumatici | 135 SR 12 | 135 SR 12 | 135 SR 12 | 135 SR 12 | 135 SR 12 |
| Prestazioni dichiarate                                                                                        | | | | | |
| Velocità: 110,795 km/h                                                                                        | Velocità: 110,795 km/h | Velocità: 110,795 km/h | Accelerazione: 1 km da fermo in 47,297 s | Accelerazione: 1 km da fermo in 47,297 s | Accelerazione: 1 km da fermo in 47,297 s |
| Consumi | medio 6 L/100 km | medio 6 L/100 km | medio 6 L/100 km | medio 6 L/100 km | medio 6 L/100 km |
| Fonte dei dati: Prova su strada Fiat 126, Quattroruote, febbraio 1973                                         | | | | | |